# Nissart

Sprachen und Dialekte im französischen Département Alpes-Maritimes
Okzitanische Dialekte:
Vivaro-alpin (mentonaskisch)
Vivaro-alpin (alpin)
Vivaro-alpin (intermediär)
Provenzalisch (nissart)
Provenzalisch (maritim)
Ligurische Dialekte:
† Figoun (vom Provenzalischen verdrängt)
Royaskisch
Tendaskisch
Brigaskisch

Nissart (fr. le nissart, niçard oder niçois) ist eine in Nizza (Frankreich) (fr. Nice) und Umgebung gesprochene Varietät der okzitanischen Sprache und bildet zusammen mit dem Provenzalischen des Rhonetals (le rhodanien), dem maritimen Provenzalischen (le maritime) und dem Alpinprovenzalischen (le gavot) die Untergruppe der im engeren Sinn provenzalischen, nämlich in der Provence gesprochenen Dialekte des Okzitanischen.
Bedingt durch die Geschichte der Grafschaft Nizza, die zwischen 1388 und 1860 von der Provence verwaltungsmäßig abgetrennt war, enthält die nizzardische Sprache archaische Ausdrucksformen aus dem Mittelalter, die es in der altprovenzalischen Sprache gab und die durch geschichtliche Einflüsse der jeweiligen Amtssprachen Italienisch bzw. Französisch geprägt sind.
Kulturvereine und Gruppen wie das von Francis Gag gegründete Théâtre niçois de Francis Gag, Lou Rodou Nissart, Lou Corou de Berra und Belugada bemühen sich, die Sprache am Leben zu erhalten.

## Beispiele
| Deutsch          | Nissart               | Französisch            | Italienisch           | Latein                 |
| ---------------- | --------------------- | ---------------------- | --------------------- | ---------------------- |
| Brot             | lou pan               | le pain                | il pane               | panis                  |
| Frau             | la frema              | la femme               | la donna              | femina                 |
| Freund           | l’amic                | l’ami                  | l’amico               | amicus                 |
| Guten Tag        | Bouònjou              | Bonjour                | Buongiorno            | salve („bonum diem“)   |
| Heute            | ancuèi                | aujourd’hui            | oggi                  | hodie                  |
| Imbiss           | la merenda            | le petit repas         | la merenda            | merenda                |
| Mahlzeit         | lou past              | le repas               | il pasto              | cibus (pastus: Futter) |
| Mann             | l’ome                 | l’homme                | l’uomo                | vir (homo: Mensch)     |
| Markt            | lou mercat            | le marché              | il mercato            | mercatus               |
| Marseille        | Marsilha              | Marseille              | Marsiglia             | Marsilia               |
| morgen           | deman                 | demain                 | domani                | cras                   |
| Na, wie geht es? | Aloura, couma va?     | Alors, comment vas-tu? | Allora, come va?      | age, quid agis?        |
| Nachmittag       | lou ’près-dinà        | l’après-midi           | il pomeriggio         | post meridiem          |
| Nizza            | Nissa (oder Niça)     | Nice                   | Nizza                 | Nicaea                 |
| nizzardisch      | nissart (oder niçart) | niçois                 | nizzardo              | Nic(ae)ensis           |
| Provence         | Prouvença             | Provence               | Provenza              | Provincia              |
| provenzalisch    | prouvençaula          | provençal              | provenzale            | Provicialis            |
| Schäfer          | lou pastre            | le berger              | il pastore            | pastor                 |
| Schäferei        | lou gias (oder jas)   | la bergerie            | l’ovile               | oviaria                |
| Sieg             | la vitoria            | la victoire            | la vittoria           | victoria               |
| Tag              | lou jou               | le jour                | il giorno             | dies                   |
| Traum            | lou pantai            | le rêve                | il sogno              | somnium                |
| Wald             | lou bouòsc            | la forêt (le bois)     | la foresta (il bosco) | silva                  |
| Wasser           | l’aiga                | l’eau                  | l’acqua               | aqua                   |

### Bibliographie
- Bernard Fruchier: Bibliographie linguistique nissarde. Centre Culturel Occitan – Pais nissart, Nizza 1977

### Wörterbücher
- Jean Blaquièra: Dictionnaire Blaquièra francais-nissart. École professionelle Don Bosco, Nizza 1989
- Jean-Baptiste Calvino: Nouveau dictionnaire niçois-français. Impr. des Alpes-maritimes, Nizza 1903; Nachdruck Slatkine, Genf 1974; unter dem Titel Dictionnaire niçois-français, français-niçois, C. Lacour, Nimes 1993
- Georges Castellana: Dictionnaire niçois-français. Serre, Nizza 1952; Neuaufl. ebenda 2001, ISBN 2-86410-252-8
- Georges Castellana: Dictionnaire français-niçois. Éditions ludographiques françaises, Nizza 1947; 2. überarb. und erw. Aufl. Serre, Nizza 1952; Neuaufl. ebenda 2001, ISBN 2-86410-251-X
- André Compan: Glossaire raisonné de la langue niçoise. Tiranty, Nizza 1967; Neuaufl. Serre, Nizza 1982, ISBN 2-86410-033-9
- Jules Eynaudi / Louis Cappatti: Dictionnaire de la langue niçoise. Nizza 1931 (54 Faszikel bis zum Lemma „paraula“)
- Joseph Giordan: Dictionnaire français-niçois. Lexique complémentaire du parler de la ville de Nice et des pays environnants. Vincentelli, Nizza 1968

### Grammatik
- André Compan: Grammaire niçoise. Tiranty, Nizza 1965; Neuaufl. Serre, Nizza 1981, ISBN 2-86410-022-3
- Bernard Fruchier: Gramàtica nissarda. Centre Culturel Occitan – Pais nissard, Nizza 1978
- Rémy Gasiglia: Grammaire du nissart: essai de description d’un dialecte d’oc. Institut d’Études Niçoises, Nizza 1984
- Marie-Louise Gourdon: La grammatica nissarda de Joseph Micèu. Pierotti, Nizza 1975
- Antoine-Léandre Sardou / Jean-Baptiste Calvino: Grammaire de l’idiome niçois. Librairie Visconti, Nizza 1882; Nachdr. Laffitte, Marseille 1978

### Darstellungen
- Jean-Claude Bouvier: L’occitan en Provence: le dialecte provençal, ses limites et ses variétés. In: Revue de linguistique romane 43 (1979), S. 46–62
- Jean-Pierre Caprile: Dialecte local, variation régionale du français et identification: le cas de Nice. In: Fanny de Sivers (Hrsg.), Questions d’identité, Peeters, Paris 1989 (= Sociolinguistique, 4; ISBN 2-87723-015-5), S. 24
- Jean-Philippe Dalbera: parlers des Alpes-Maritimes. Association Internationale d’Études Occitanes, Egham 1994, ISBN 0-9512004-1-0 (Inhaltsverzeichnis, PDF)
- Pierre Dubois: Position des parlers de Cagnes et de Vence par rapport au provençal et au nicard. Pensée Universitaire, Aix-en-Provence 1958 (= Publications des annales de la Faculté des lettres, Aix-en-Provence: Travaux et mémoires, 9)
- Jean-Marc Giaume / Jérôme Magail (Hrsg.): Le comté de Nice. De la Savoie à l’Europe. Identité, mémoire et devenir. Colloque les 24, 25, 26 et 27 Avril 2002, Expositions du 15 Avril au 15 Mai 2002, Bibliothèque de l’Université de Nice. Serre, Nizza 2006 (Inhaltsverzeichnis bei Google Books)
- Yves Gilli: Contact de langues et minorisation ou extinction programmée d’un dialecte régional? In: Catherine Paulin (Hrsg.), Multiculturalisme, multilinguisme et milieu urbain, Presses universitaires de Franche-Comté, Besançon 2005 (= Recherches en linguistique étrangère, 23; ISBN 2-84867-094-0), S. 107–120